# Filipijnen op de Olympische Zomerspelen 1928
De Filipijnen namen deel aan de Olympische Zomerspelen 1928 in Amsterdam, Nederland. Nadat de eerste olympische deelname in 1924 zonder medailles bleef, werd nu voor het eerst, door de zwemmer Teofilo Yldefonso, een medaille gehaald.

## Medailleoverzicht
| Sport   | Olympiër          | Discipline          | Medaille |
| ------- | ----------------- | ------------------- | -------- |
| Zwemmen | Teofilo Yldefonso | 200m schoolslag (m) | Brons    |

## Resultaten per onderdeel

### Atletiek
| Olympiër        | Discipline       | Resultaat   | Prestatie                                          |
| --------------- | ---------------- | ----------- | -------------------------------------------------- |
| Anselmo Gonzaga | 100m (m)         | kwartfinale | serie 16: 2de kwartfinale 5: 4de                   |
| Anselmo Gonzaga | 200m (m)         | series      | serie 5: 3de in 22,7                               |
| Simeon Toribio  | hoogspringen (m) | 4e          | kwalificatie: 1ste met 1,83m finale: 4de met 1,91m |

### Zwemmen
| Olympiër          | Discipline           | Resultaat | Prestatie                                                                  |
| ----------------- | -------------------- | --------- | -------------------------------------------------------------------------- |
| Tuburan Tamse     | 400m vrije slag (m)  | series    | serie 3: 4de                                                               |
| Tuburan Tamse     | 1500m vrije slag (m) | series    | serie 5: 5de                                                               |
| Teofilo Yldefonso | 200m schoolslag (m)  | Brons     | serie 2: 3de in 2.57,4 halve finale 1: 3de in 2.53,2 finale: 3de in 2.56,4 |

Argentinië · Australië · België · Brits-Indië · Bulgarije · Canada · Chili · Cuba · Denemarken · Duitsland · Egypte · Estland · Filipijnen · Finland · Frankrijk · Griekenland · Groot-Brittannië · Haïti · Hongarije · Ierland · Italië · Japan · Joegoslavië · Letland · Litouwen · Luxemburg · Malta · Mexico · Monaco · Nederland · Nieuw-Zeeland · Noorwegen · Oostenrijk · Panama · Polen · Portugal · Roemenië · Spanje · Tsjecho-Slowakije · Turkije · Uruguay · Verenigde Staten · Zuid-Afrika · Zuid-Rhodesië · Zweden · Zwitserland